# Ludwig Schödl
Ludwig Schödl (* 31. Oktober 1909 in Berlin; † 20. Februar 1997 in Neuruppin) war ein Arbeiter-Esperantist, der nach 1933 illegal für den Deutschen Arbeiter-Esperanto-Bund (AEB) tätig war. Er spielte eine zentrale Rolle in der sich trotz Esperanto-Organisations- und Publikationsverbots (1949–1961) in der DDR entwickelnden Esperanto-Sprachgemeinschaft. Als Schuldirektor in Neuruppin unterrichtete er Esperanto, veröffentlichte das erste Esperanto-Lehrbuch in der DDR (1967) und betreute den darauf beruhenden Fernkurs.

## Leben

### 1909–1930 Lehre, Walz und Esperanto
Ludwig Schödl strebte als Sohn eines Schlossers eine handwerkliche Ausbildung an. Deshalb brach der Jugendliche den Besuch des Gymnasiums nach einem Jahr ab und erlernte 1924 bis 1928 bei der Firma Schwartzkopff in Berlin während einer vierjährigen Ausbildung den Beruf des Werkzeugmachers.
Danach ging er zwei Jahre auf die Walz. Er wanderte durch Österreich, die Schweiz, die Tschechoslowakei, Frankreich, Spanien und Portugal, sammelte unterwegs Arbeits- und Lebenserfahrungen und erlernte die Sprache Esperanto. Ein Lehrbuch hatte er stets dabei. Später erinnerte er sich: „Die Zeit verging, wir verließen Frankreich, kamen nach Spanien, und schließlich begegneten wir in Valencia den ersten Esperantisten. Ich konnte mich mit ihnen notdürftig unterhalten, und das war nun der Sieg des Esperanto für mich persönlich.“

### 1930–1933 Arbeiter-Esperantist und Übersetzer Proletarischer Esperanto-Korrespondenz (PEK)
1930 kehrte er nach Berlin zurück und widmete, da er arbeitslos war, seine Zeit und seine Kraft dem AEB, in dem er Mitglied wurde.
Der AEB, 1911 im Umfeld der SPD als Arbeiter-Kulturorganisation gegründet, gehörte seit dem Kongress in Essen (1930) zur Interessengemeinschaft für Arbeiterkultur (IfA) und hatte nun eine kommunistische Orientierung. Schödl bemerkte nichts von Kontakten zur neutralen oder zur sozialdemokratischen Esperanto-Bewegung. Später bekannte er: „Ich muss heute leider sagen, dass ich davon überhaupt nichts wusste und nichts mitbekam. Ich hatte keine Idee von vielen Esperantisten, die ich später hoch achten lernte.“
Schödl, der in der Bellermannstraße wohnte, war hauptsächlich in der Dircksenstraße 42 beschäftigt, wo sich das AEB-Büro von 1930 bis 1933 befand. Er transportierte Pakete mit Büchern und Zeitschriften, erlernte das Schreibmaschine-Schreiben und erledigte Schreibarbeiten. Er arbeitete zusammen mit Alice Wiebach (1906–2000, ab 1944 seine Ehefrau), mit Ernst Kissler, József Batta (1900–1937). Wilhelm Wildebrand (1904–1998), und Herbert Murawkin (1905–1937). 1932 trat er in die KPD ein.
Im selben Jahr wurde er zum Vorsitzenden der Berliner AEB-Gruppe mit etwa 250 Mitgliedern gewählt. Vor allem organisierte er Esperanto-Kurse, die Proletarische Esperanto-Korrespondenz (PEK) und die dadurch entstehenden Auslandskontakte
Schödl betonte später: „Heute hat jede Zeitung, wenn sie etwas auf sich hält, Auslandskorrespondenten, ob es in Japan, China, Amerika oder Brasilien ist. Das gab es damals besonders für die Arbeiterpresse nicht.“
Im Rahmen der PEK sandten Arbeiter-Esperantisten aus anderen Ländern Briefe mit Berichten in die Dircksenstraße. Schödl übersetzte und tippte sie gemeinsam mit Alice ab. Danach wurden sie an die Arbeiterpresse in Deutschland gegeben. Außerdem wurden PEK-Hefte mit Berichten in Esperanto über Deutschland veröffentlicht und in andere Länder versandt.
Auch das Büro der SAT-Opposition (Kommunistische Opposition in der Sennacieca Asocio Tutmonda – SAT, dem Anationalen Weltverband) befand sich seit 1930 beim AEB In Berlin Dort erschien die Zeitschrift Internaciisto als Reaktion auf die SAT-Zeitung Sennaciulo.
Ludwig Schödl und seine spätere Frau Alice waren an der Vorbereitung und Organisation des Gründungskongresses der IPE 1932 in Berlin beteiligt. In der Internationale Proletarischer Esperantisten – IPE hatten sich kommunistisch orientierte Arbeiter-Esperanto-Organisationen international zusammengeschlossen.

### 1933–1945 Illegalität, Gefängnis und Familiengründung
Als das AEB-Büro 1933 durch die Polizei geschlossen wurde, konnte sich Schödl, ohne Verdacht zu erregen, entfernen und andere warnen. Er wohnte nun versteckt in der Reinickendorfer Straße und setzte seine Arbeit für den verbotenen AEB illegal fort.
Er war beteiligt, an der Organisation geheimer Treffen von Esperanto-Freunden zu Pfingsten in Tiefensee und regelmäßig bis zum Sommer 1933 stattfindender Treffen in Jungfernheide/Saatwinkel. Bei Hans Schwendi lernten die Teilnehmer, Esperanto zu unterrichten. Mit dessen methodischem Material unterrichtete Schödl selbst erfolgreich. Gemeinsam mit Adolf Schwarz (1906–1996) produzierte er mit Hilfe eines aus der Dircksenstraße geretteten Vervielfältigungsapparates Tarnschriften – äußerlich Reklame für Nivea und innen PEK-Berichte in Esperanto über das Leben in Deutschland.
Als Kurier fuhr er mit dem Fahrrad durch Deutschland, um Kontakte zu GLEA- und IfA-Freunden und -Gruppen herzustellen.
Wegen der Gefahr der Entdeckung musste Schödl im Sommer 1933 emigrieren. Er erhielt vom AEB den Auftrag, das IPE-Büro in London aufzusuchen und ging illegal übers Erzgebirge, durch die Tschechoslowakei und Österreich nach Frankreich, wo er festgenommen und in die Schweiz ausgewiesen wurde. Über Wien kehrte er nach Berlin zurück und wurde nun nach Frankreich entsandt, um am IPE-Kongress 1934 in Lille teilzunehmen. Danach organisierte er eine Konferenz von Funktionären der ehemaligen Arbeiter-Esperanto-Bewegung in Bad Ischl.
Seit Kriegsbeginn war er in einigen Internierungslagern in Südfrankreich, zuletzt in Montauban. 1941 verließ er die unbesetzte Zone Frankreichs, um Kontakt zur Résistance aufzunehmen, wurde aber im Zug verhaftet und nach Berlin in das Gestapo-Polizeigefängnis am Alexanderplatz überführt, danach ins Untersuchungsgefängnis Lehrter Straße. Es folgte der Prozess.
Weihnachten 1941 kehrte er heim und wurde zur Arbeit bei E. Schroth, Lehren und Werkzeuge verpflichtet. Er wurde für UK (unabkömmlich) erklärt und konnte sich so dem ‚Wehrdienst entziehen.
Noch einmal wurde er bei einem Verwandtenbesuch in Wien 1944 für kurze Zeit inhaftiert. Im selben Monat heirateten Ludwig und Alice Schödl. Die gemeinsame Wohnung Markgrafendamm 30 wurde im Februar 1945 ausgebombt, so dass sie einige Zeit bei seinen Eltern in Berlin-Wittenau wohnten. 1945 wurde die Tochter Ingrid geboren.

### 1945–1949 Neulehrer mit Esperanto-Unterricht
Ludwig Schödl, nun mit Frau und Kind, orientierte sich beruflich neu. In der Villa Borsig in Berlin-Tegel richtete er ein Heim für 30 Jugendliche ein, deren Eltern Opfer des Faschismus waren. Er sorgte für sie bis zur Ankunft der französischen Truppen.
Schödl zog dann nach Großzerlang in der Sowjetischen Besatzungszone (heute ein Ortsteil von Rheinsberg). Er wurde Schulamtsanwärter und Neulehrer. Im Dorf Linow setzte er diese Tätigkeit fort (1946–1949). Er unterrichtete in „einer Ein-Klassen-Dorfschule … Schüler aller 8 Klassenstufen, immer mehrere Stufen in einem Raum, in allen Fächern.“
In beiden Dörfern unterrichtete er Esperanto.
Damals blühte die Esperanto-Bewegung in der Sowjetischen Besatzungszone (SBZ) auf. Am 29. September 1946 gründeten in Dresden-Neustadt Esperanto-Sprecher aus 38 Städten die Arbeitsgemeinschaft Deutscher Esperantisten in der Sowjetzone – AES.
Aber 1949 wurde per Dekret ein Esperanto-Organisations- und Publikationsverbot in der SBZ verkündet, das in der DDR bis 1961 weitergalt.

### 1949–1965 Vom Neulehrer mit Esperanto-Unterricht zum Schuldirektor und engagierten Verfechter der Aufhebung des Esperanto-Verbots
1949 zog Schödl mit der Familie nach Neuruppin, um als Mathematiklehrer an der Fontane-Schule zu arbeiten. Das war eine Mädchenschule, in der man aber bald zum gemeinsamen Unterricht für Mädchen und Jungen überging. Neben dem Unterricht absolvierte Schödl erfolgreich sein Studium als Mathematiklehrer.
1951–1969 war er Direktor der Schule, die ab 1953 Schule des Friedens hieß. In dem historischen Bau Am alten Gymnasium 14 (heute: Montessori-Kinderhaus) lag in der ersten Etage sein Direktorenzimmer, im Vorzimmer arbeitete seine Frau Alice, gelernte Kontoristin, als Schulsekretärin.
Schödl gründete und führte einen Schul-Friedensrat. Durch seine umfangreiche Esperanto-Korrespondenz (unter anderem mit Jicuro Nakamura, Isao Hukunaga, Josiharu Sindo, A. Chambers, Asen Grigorov, G. Holmkvist, Marcelle Robineau, Kavenius, Karl Kvist, Rosa Wiendl, Pàl Balkanyi, Marjo und Peter von Bentum, Niko Tunni, Ja. A. Kokuschkin, A. Sokolova) verfügte er über Materialien aus verschiedenen Ländern, die er für Ausstellungen und Vorträge nutzte.
Legendär ist sein Vortrag Die ganze Welt in einem Koffer. Zu den Dokumenten in diesem Koffer gehörte ein Dankesbrief Bertolt Brechts, für den Schödl über seine Esperanto-Freunde – Familie Kavenius den Kontakt zum Theater in Turku (Finnland) herstellte, und darüber hinaus den Kontakt zwischen dem Volkstheater Rostock und dem Stadttheater Turku, so dass Der Kaukasische Kreidekreis dort aufgeführt werden konnte.
Ein anderer Vortrag – mit Lichtbildern, oft gehalten, handelte von einer Familie, die den Atombombenabwurf auf Hiroshima erlebte.
Schödl leitete an der Schule eine Interessengemeinschaft für internationale Beziehungen, die in Wirklichkeit die Schüler-Esperanto-Gruppe war. Er unterrichtete Esperanto und regte die Kinder zum Briefwechsel mit Kindern anderer Länder an.
Gleichzeitig publizierte er Artikel in der französischen Esperanto-Zeitung La Esperantista Laboristo (Der Arbeiter-Esperantist) und vermittelte in Absprache mit Asen Grigorov (1903–1985), dem Chefredakteur der Esperanto-Zeitschrift Nuntempa Bulgario (Bulgarien heute), Abonnements für diese Zeitschrift in der DDR.
Für mehr als 800 Abonnenten aus der DDR war Schödl Ansprechpartner und wurde so zu einer zentralen Persönlichkeit in der sich trotz Verbots formierenden Esperanto-Bewegung in der DDR.
Einer seiner Abonnenten und Esperanto-Freunde war der bekannte Fotograf Julius Groß, der in Berlin-Rahnsdorf lebte. Er hatte sich wegen eines Abonnements der Zeitschrift Nuntempa Bulgario an die Deutsche Buch-Export und Import GmbH in Leipzig gewandt und die Antwort erhalten: „Wir teilen dazu mit, dass auf Grund der Verordnung „Zur Überführung von Volkskunstgruppen und Volkskunstvereinen in die bestehenden Massenorganisationen“ vom 12. Januar 1949 der Vertrieb von Zeitschriften in Esperanto in der DDR untersagt ist …“ Bei Schödl bekam Groß sein Abonnement, und Groß korrespondierte mit dem Freund über seine fotografischen Arbeiten, über Persönliches, über die Frage, wie sich die Situation für die Esperanto-Betätigung verbessern ließe, und stimmte mit ihm überein, im Rahmen der Friedensräte zu wirken. Welche enorme Belastung Schödl da neben seiner Arbeit als Schuldirektor auf sich nahm, lässt dieser und andere Briefwechsel nur ahnen.
Aus vielen Orten und Städten erhielt er Informationen über Kurse, Versuche, für Esperanto zu werben, das Verbot von Esperanto-Veranstaltungen, Besuche der Polizei in Wohnungen von Esperantisten, die Reaktion offizieller Stellen auf Anträge von Esperantisten, Argumente und Gegenargumente. Esperantisten baten ihn um Hilfe, und er reagierte, wenn der Zoll zum Beispiel Esperanto-Zeitschriften beschlagnahmte. Er vermittelte eigene Erfahrungen und gab Ratschläge.
Gemeinsam mit dem Berliner Zahnarzt Karl Maier, der etwa 300 Abonnenten der Esperanto-Zeitschrift El Popola Ĉinio (Aus Volkschina) betreute, arbeitete er energisch für die Abschaffung des Esperanto-Verbots in der DDR.
Er schrieb an Instanzen der Partei und des Staates, wurde selbst vorstellig, um das Verbot zu kritisieren und für eine legale Beschäftigung mit und für Esperanto zu argumentieren.
Schödl erinnerte sich später: „Zunächst wurde mir von offizieller Seite oft gesagt, von der Partei und auch von der Staatssicherheit, dass das, was ich mache, illegal sei, und dass ich damit aufhören müsste. Meine Antwort, besonders, wenn ich Besuch aus Berlin von der Stasi hatte, war: Wenn euch das nicht passt, dann müsst ihr mir eben einen Prozess machen, um die Sache klarzustellen.“ Das geschah nicht.
Schödl wurde Mitglied des Bezirks-Friedensrates und seiner Pädagogischen Kommission (bis 1958), danach des Deutschen Friedensrates und seiner Kommission für Internationale Verbindungen. 1959 erreichten die Esperantisten die Teilnahme einer 10-köpfigen Delegation am Welt-Esperanto-Kongress in Warschau unter Leitung von Schödl, offiziell entsandt vom Deutschen Friedensrat, der 1960 eine 10-seitigen DDR-Ausgabe der Zeitschrift PACO (Frieden) herausgab.
Im selben Jahr initiierte Schödl ein Treffen Berliner Esperantisten am Müggelsee und die Gründung einer Berliner Esperanto-Gruppe, die nun regelmäßig im Restaurant Faltins Gaststätte in Berlin-Köpenick zusammenkam, organisiert von Karl Maier und Rudolf Hahlbohm. Jedes Mal musste eine polizeiliche Erlaubnis beantragt werden.
Im März 1960 erhielt Schödl eine Einladung zur Zusammenkunft einer Informgrupo pri Esperanto en GDR (Informelle Gruppe zum Esperanto in der DDR) unter Leitung von Georg Sörgel (1911–1961), Nationalpreisträger in Quedlinburg, der unter anderem dem Ministerium für Volksbildung den Vorschlag gemacht hatte, das Esperanto im Rahmen des Kulturbundes zuzulassen.
In den 1960er Jahren hatte sich die Struktur des Deutschen Friedensrates verändert. Er verlor den Charakter einer Massenorganisation. Der Deutsche Kulturbund erschien nun tauglicher als Dach für eine Esperanto-Betätigung.
Im Gesetzblatt der DDR, Teil II vom 15. Dezember 1961, Seite 425, wurde der Beschluss über die Aufhebung gesetzlicher Bestimmungen auf dem Gebiete der Kultur verkündet und damit die Aufhebung des Esperanto-Verbots.
Torsten Bendias macht in seinem Buch Die Esperanto-Jugend in der DDR darauf aufmerksam, dass trotz Aufhebung des Verbots es faktisch bis 1965 weiter beachtet wurde, weil das ZK der SED erst Ende 1964 eine Legalisierung des Esperanto im Rahmen des Kulturbundes beschloss.
1965 begann das legale Esperanto-Leben in der DDR mit der Gründung des Zentralen Arbeitskreises Esperanto im Deutschen Kulturbund (ZAKE) im März und der folgenden Gründung der Bezirksarbeitskreise und der Esperanto-Gruppen. Gründungsmitglied des ZAKE war Ludwig Schödl.

### 1965–1997 Schödl wirkt mit und für Esperanto im Kulturbund und veröffentlicht das erste Esperanto-Lehrbuch in der DDR
Die Legalisierung bedeutete nicht das Ende von Einschränkungen, aber Schödl nutzte sofort die neuen Freiheiten und Wirkungsmöglichkeiten.
Die Esperanto-Gruppe der Schule des Friedens in Neuruppin agierte nun als Kulturbund-Gruppe. 1967 gehörten 19 Esperanto-Freunde zu ihr, unter ihnen 12 Jugendliche. Auch Frau und Tochter waren dabei.
Unterricht, kulturelle und touristische Unternehmungen und Friedensaktivitäten wurden intensiviert. Schödl organisierte die Korrespondenz und den Besuch von Esperanto-Veranstaltungen im Ausland. Er setzte seine umfangreiche internationale Korrespondenz fort und versandte Esperanto-Publikationen, die in der DDR erschienen.
1977–1981 war er stellvertretender Vorsitzender des ZAKE. Nach Gründung des Esperanto-Verbandes 1981 war er Mitglied seines Zentralvorstands. Er gehörte dem Internationalen Komitee der Weltfriedens-Esperanto-Bewegung (MEM) an, war im Bezirksvorstand Potsdam von GDREA aktiv, organisierte Esperanto-Veranstaltungen mit oder nahm teil, hielt Vorträge und trat mit seiner Esperanto-Schüler-Gruppe auf.
1967 erschien sein Lehrbuch Wir lernen Esperanto sprechen, das mehrmals nachgedruckt wurde und in Leipzig auch in Brailleschrift (für Blinde und stark Sehbehinderte) veröffentlicht wurde. Auf der Grundlage des Lehrbuches erarbeitete er einen Fernkurs und betreute ihn. Er unterrichtete Kursleiter in Seminaren.
Auch Liederbücher mit Folklore, Liebesliedern, Kampfliedern und Chansons mit Musiknoten veröffentlichte er (Siehe Literaturverzeichnis). Er selbst liebte es zu singen und spielte dazu Mandoline.
Schödl nahm an den AEB-Treffen von GDREA teil und erzählte von seinen Erlebnissen als Arbeiter-Esperantist Er vermittelte seine Lebenserfahrungen auch beim 1. Esperanto-Jugendtreffen in Biesenthal 1988. 1978 hielt er die Eröffnungsrede beim Internationalen Esperanto-Messe-Treffen (IFER) in Leipzig, das in den folgenden Jahren eine populäre internationale Esperanto-Veranstaltung wurde.
In den 1990er Jahren verschlechterte sich Schödls Gesundheitszustand. Er ging nicht mehr auf Reisen, aber korrespondierte noch.
„Ich glaube, gerade meine Bemühungen zeigen, dass man trotz aller Widerstände weitermachen kann und muss.“, resümierte er im Interview 1993.
Fast vier Jahre nach seinem Tod 1997 verstarb seine Ehefrau Alice am 6. Dezember 2000.
Dokumente einschließlich der Korrespondenz aus dem Nachlass von Ludwig Schödl befinden sich im Bundesarchiv: BArch NY 4604 bei der Stiftung Archiv der Parteien und Massenorganisationen der DDR im Bundesarchiv (SAPMO), Berlin-Lichterfelde, Finckensteinallee 63, 12205 Berlin.

### Ehrungen
- Verfolgter des Naziregimes
- Verdienter Lehrer des Volkes
- Vaterländischer Verdienstorden in Silber
- Johannes-R.-Becher-Medaille in Silber
- Ehrenzeichen der MEM
- Ehrenzeichen von GDREA

## Veröffentlichungen

### Zum Esperanto-Unterricht
- Wir lernen Esperanto sprechen. Ein Taschenlehrbuch (Sprachen für jedermann). VEB Verlag Enzyklopädie, Leipzig 1967 (1. und 2. Nachdruck 1972 und 1975, Zentraler Arbeitskreis im Kulturbund der DDR, Berlin)
- Koncernas niajn kursgvidantojn. referaĵo dum seminario en novembro 1967. der esperantist n-ro 20/21: 14–15, Deutscher Kulturbund, Berlin 1968 (Ratschläge für Kursleiter)
- Fernkurs Esperanto, 14 Lektionen. Zentraler Arbeitskreis Esperanto im Kulturbund der DDR, Berlin 1981
- Esperanto-Liederbücher

- mit Harald Micheel: ni kantas esperante 1. Zentraler Arbeitskreis Esperanto im Kulturbund der DDR, Berlin 1972
- mit Harald Micheel: ni kantas esperante 2. Zentraler Arbeitskreis Esperanto im Kulturbund der DDR. Berlin 1973
- ESPERANTO – Ni kantas. Zentraler Arbeitskreis Esperanto im Kulturbund der DDR, Berlin 1980
- ESPERANTO – Ni kantas. Esperanto-Verband im Kulturbund der DDR (2. Auflage), Berlin 1989

### Erinnerungen
- Memoraj Ŝpruceroj. In: PACO 155, S. 8, Deutscher Kulturbund, Berlin 1966
- Nivea. In der esperantist 50, S. 6–8, Deutscher Kulturbund, Berlin 1972
- El dokumentoj kaj memoroj pri la laborista Esperantomovado. In: PACO 4, S. 9–10, Deutscher Kulturbund, Berlin 1973
- Esperantomovado – IfA – Kulturligo de GDR. In: der esperantist 61/62, S. 10–13, Deutscher Kulturbund, Berlin 1973
- Ŝiboleto. In: PACO – GDR-eldono, S. 27, Kulturbund der DDR, Berlin 1975
- Renkontiĝoj kun amikoj, In: PACO – GDR-eldono, S. 24–25, Kulturbund der DDR, Berlin 1985
- En la kvindekaj jaroj, In: PACO – GDR-eldono, S. 26–27, Kulturbund der DDR, Berlin 1989

### Verschiedenes
- Kiel ni vivas en la rusa zono. Letero el Germanio. In: La Esperantista Laboristo Nova Serio n-ro 9. Paris 1948
- La nova lernejo en la rusa zono. Letero el Germanio. In: Le Travailleur Espérantiste Nova Serio n-ro 10–11. Paris 1948
- El kampara vivo de Sovetia Zono Germania. In: La Esperantista Laboristo Nova Serio n-ro 18. Paris 1949
- Monda Paca Konsilantaro kaj la poresperanta laboro. In: La Esperantista Laboristo Nova Serio n-ro 34. Paris 1952
- mit Karl Maier (Red.): PACO (DDR-Ausgabe), Deutscher Friedensrat, Berlin 1960
- Esperanto diene dem Frieden! Esperanto servu la pacon! In: der esperantist 5/6, S. 35–37, Deutscher Kulturbund, Berlin 1966
- Argumentoj por kaj kontraū Esperanto. In: der esperantist 52, S. 20–21, Deutscher Kulturbund, Berlin 1972